# Peteina erinaceus
Peteina erinaceus är en tvåvingeart som först beskrevs av Fabricius 1794.  Peteina erinaceus ingår i släktet Peteina och familjen parasitflugor. Arten är reproducerande i Sverige. Inga underarter finns listade i Catalogue of Life.